# Scoglio Louisa
Lo Scoglio Louisa (in inglese Louisa Reef; in malese Terumbu Semarang Barat Kecil; in cinese 南通礁S, Nántōng JiāoP) è una piccola scogliera di origine corallina del Mar Cinese Meridionale, parte del più ampio arcipelago delle Isole Spratly.
Lo scoglio rientra nella zona economica esclusiva del Brunei ed è da questo rivendicato ufficialmente, sebbene anche la Cina e Taiwan abbiano avanzato pretese di possesso su di esso.

## Geografia
Lo Scoglio Louisa è situato nella parte meridionale dell'arcipelago delle Isole Spratly, circa 110 miglia nautiche al largo della costa nord-occidentale del Borneo; la terra più vicina è un'altra scogliera delle Spratly, lo Scoglio Royal Charlotte, collocata 41 miglia nautiche a nord-est di Louisa. Lo scoglio è costituito da una barriera corallina dalla forma ovale, estesa per circa 1,5 chilometri lungo l'asse est-ovest e per circa mezzo chilometro lungo l'asse nord-sud (secondo un'altra fonte l'estensione ammonta a circa due chilometri lungo l'asse est-ovest e un chilometro lungo l'asse nord-sud), per una superficie complessiva di circa 1,98 chilometri quadrati; la barriera corallina si erge da acque molto profonde con pareti scavate caratterizzate da speroni e scanalature, composte da una successione di coralli duri e molli. Il pendio della barriera corallina si estende per meno di 50 metri verso il mare dal lato meridionale, e per più di 100 metri dagli altri lati; la barriera si trova a un metro o anche meno sotto la superficie del mare lungo i lati meridionale e occidentale, a 1,2 o 2 metri lungo gli altri lati.
La zona compresa all'interno dell'atollo formato dalla barriera è per la maggior parte sommersa e dominata da praterie di alghe, con solo delle rocce piccole e sparse che spuntano dalla superficie dell'acqua e alcune aree sabbiose alle estremità nord-occidentale e sud-occidentale che emergono nei periodi di bassa marea; secondo alcune fonti, l'area dello scoglio è completamente sommersa nei periodi di alta marea. Non vi sono ancoraggi sicuri nei pressi dello scoglio, e lo stazionamento delle navi nei paraggi dipende dall'andamento del vento e delle correnti marine.

## Rivendicazioni territoriali
Lo Scoglio Louisa è collocato all'interno della zona economica esclusiva del Sultanano del Brunei, a circa 120 miglia nautiche a nord-ovest delle coste del paese, e il governo di Bandar Seri Begawan lo ha inserito nelle mappe delle sue aree di rivendicazione marittima sin dalla sua piena indipendenza dal Regno Unito nel 1984; il ministero degli esteri bruneino ha ufficialmente rivendicato il possesso dello scoglio nel 1992 in risposta ad analoghe rivendicazioni avanzate da Cina e Malaysia, anche se all'inizio con una certa incertezza riguardo al fatto se la pretesa riguardasse solo le acque attorno alla scogliera o anche la scogliera stessa. Le autorità del Brunei non hanno tuttavia mai intrapreso gesti concreti per dare consistenza alle proprie rivendicazioni.
Il governo della Malaysia aveva inizialmente inserito lo Scoglio Louisa all'interno della porzione di Isole Spratly rivendicata dal paese, e un piccolo faro di navigazione in cemento a forma di obelisco era stato realizzato dalle autorità malaysiane all'estremità sud-occidentale dello scoglio. Questa rivendicazione è stata tuttavia tacitamente abbandonata nel 2009 quando Malaysia e Brunei hanno stabilito, tramite uno scambio di lettere ufficiali, la delimitazione dei confini delle proprie acque territoriali e zone economiche esclusive, delimitazione che lascia lo Scoglio Louisa nella zona di competenza del Brunei.
Anche la Cina rivendica il possesso dello Scoglio Louisa, collocandolo all'interno della sua area di rivendicazione marittima nel Mar Cinese Meridionale nota come "linea dei nove tratti"; tale rivendicazione è fatta propria anche da Taiwan. Le rivendicazioni cinesi sono considerate come legalmente più deboli di quelle del Brunei, visto che lo scoglio poggia sulla piattaforma continentale di quest'ultimo.